# Trác Nham Minh
Trác Nham Minh (卓巖明, ?-4 tháng 7 năm 945), nguyên danh Trác Yển Tị (卓偃巳), pháp danh Thể Minh (體明), là một nhà sư tại nước Mân thời Ngũ Đại Thập Quốc trong lịch sử Trung Quốc.
Ông được Lý Nhân Đạt - người nổi dậy chống hoàng đế Mân Vương Diên Chính và đoạt quyền kiểm soát Phúc châu lập làm hoàng đế, song không lâu sau thì bị sát hại.
Trác Nham Minh là người Phủ Điền. Ông trở thành nhà sư tại chùa Thần Quang (theo Thập Quốc Xuân Thu) hay chùa Tuyết Phong (雪峰寺) (theo Tư trị thông giám) gần thành Phúc châu, được dân chúng tôn trọng.
Năm 945, Lý Nhân Đạt lãnh đạo một cuộc nổi dậy chống hoàng đế Vương Diên Chính (kinh thành tại Kiến châu, đoạt quyền kiểm soát Phúc châu. Lý Nhân Đạt muốn tự lập, song lo sợ mọi người không phục. Ông ta biết Trác Nham Minh được mọi người xem trọng, bèn nói "Vị tăng này mắt có đồng tử lớn, tay dài quá đầu gối, đúng là chân Thiên tử." Ngày Kỉ Hợi (3) tháng 3 năm Ất Tị (17 tháng 4 năm 945), Lý Nhân Đạt lập Trác Nham Minh làm hoàng đế, ông bỏ áo sư để mang cổn miện, được tướng lại vái, song vẫn dùng niên hiệu Thiên Phúc của Hậu Tấn, và sai sứ phụng biểu xưng thần với Hậu Tấn.
Sau khi lên ngôi, ông lấy lại họ Trác và lấy tên mới là Nham Minh. Ông đón cha từ Phủ Điền và tôn là Thái thượng hoàng.
Vương Diên Chính biết tin thì lệnh Thống quân sứ Trương Hán Chân (張漢真) đem 5000 thủy quân, cùng với binh sĩ Chương châu và Tuyền châu thảo phạt đám Trác Nham Minh. Trương Hán Chân đến thành Phúc châu, tấn công cửa đông của thành. Tướng Hoàng Nhân Phúng (黃仁諷) của Trác Nham Minh đại phá quân Trương Hán Chân, bắt rồi chém Trương Hán Chân. Trác Nham Minh không có sách lược gì, chỉ ngồi trên điện phun nước rải đậu làm các phép.
Ngày Đinh Tị (22) tháng 5 (4 tháng 7), Lý Nhân Đạt đại duyệt chiến sĩ, đề nghị Trác Nham Minh quan sát. Lý Nhân Đạt ngầm sai quân sĩ bất ngờ giết Trác Nham Minh. Theo mưu định sẵn, Lý Nhân Đạt giả bộ kinh hãi, chật vật chạy trốn, quân sĩ cùng bắt lấy Lý Nhân Đạt, đưa lên ngồi chỗ của Trác Nham Minh. Lý Nhân Đạt tự xưng Uy Vũ lưu hậu. Cha của Trác Nham Minh cũng bị giết.